# Palau de San Esteban
El Palau de San Esteban és un edifici històric de la ciutat de Múrcia (Regió de Múrcia, Espanya) que forma part, juntament amb l'església del mateix nom, del conjunt monumental de San Esteban, antic col·legi-convent de Jesuïtes. Es troba en el centre de la capital, entre el carrer d'Acisclo Díaz i el jardí de San Esteban, sent la seu de la Presidència de la Regió de Múrcia.

## Història
La història de l'edifici comença en 1555, quan es funda a Múrcia un dels primers col·legis de Jesuïtes d'Espanya gràcies a l'ajuda econòmica i la iniciativa personal d'Esteban d'Almeyda, bisbe de la Diòcesi de Cartagena entre 1546 i 1563. És en el seu honor que el Col·legi va rebre el nom de San Esteban.
En ell es va instal·lar la Companyia de Jesús, per la qual es va construir expressament l'immoble prop de la muralla de l'Arrixaca del Nord, en el raval del mateix nom.
L'obres del cos principal del conjunt monàstic es van acabar en 1557, mentre que l'església va quedar finalitzada en 1569.
En 1599, durant l'episcopat de Sancho Dávila Toledo (1591-1600), es va fundar el famós Col·legi de La nostra Senyora de l'Anunciata annex al Convent-Col·legi de San Esteban, dirigit també per la Companyia de Jesús, va ser un dels centres docents més importants de l'època a la ciutat. Va arribar a tenir rang de Col·legi Real amb Ferran VI.
Després de l'expulsió dels Jesuïtes d'Espanya en 1767, les dependències del Convent-Col·legi de San Esteban van servir de caserna a una companyia de Dracs de la Reina. Més tard, en 1777, es va establir a l'edifici la Casa de Misericòrdia, i ja posteriorment es va edificar un annex com Manicomi Provincial -que avui dia ja no existeix-.
En el mateix any de 1777, en l'annex Col·legi de l'Anunciata es va instal·lar la Real Fàbrica de Filar Sedes a la Piemontesa, en part del solar de la qual es va alçar a principis del segle xx la coneguda Casa dels Nou Pisos, conservant-se l'antiga façana encastada en els murs de l'edifici, igual que les arcades de l'antic claustre de l'Anunciata que es troben en els interiors de la Casa dels Nou Pisos.
L'antic Col·legi de San Esteban va ser declarat monument històric nacional en 1931, instal·lant-se posteriorment en ell el ja inexistent museu del vestit folklòric.
En 1949 es va fundar la Confraria del Santíssim Crist de la Misericòrdia de Múrcia, que el seu titular és un crucificat del segle xvi obra de Domingo Beltrán, imatge que es custodiava a l'edifici. La processó surt cada Divendres Sant a la tarda des de l'església de San Esteban.
En 1972 es va plantejar l'enderrocament de l'immoble del Col·legi donat el seu mal estat de ruïna. En 1984 es va decidir convertir-ho a la seu de la Presidència de la Regió de Múrcia i del Consell de Govern Autonòmic. Des de llavors es coneix com a palau de San Esteban, habilitant-se l'església com a sala d'exposicions temporals (la coneguda Sala de San Esteban), i els antics jardins de la Companyia van passar a ser l'actual jardí públic de San Esteban.

## Arquitectura

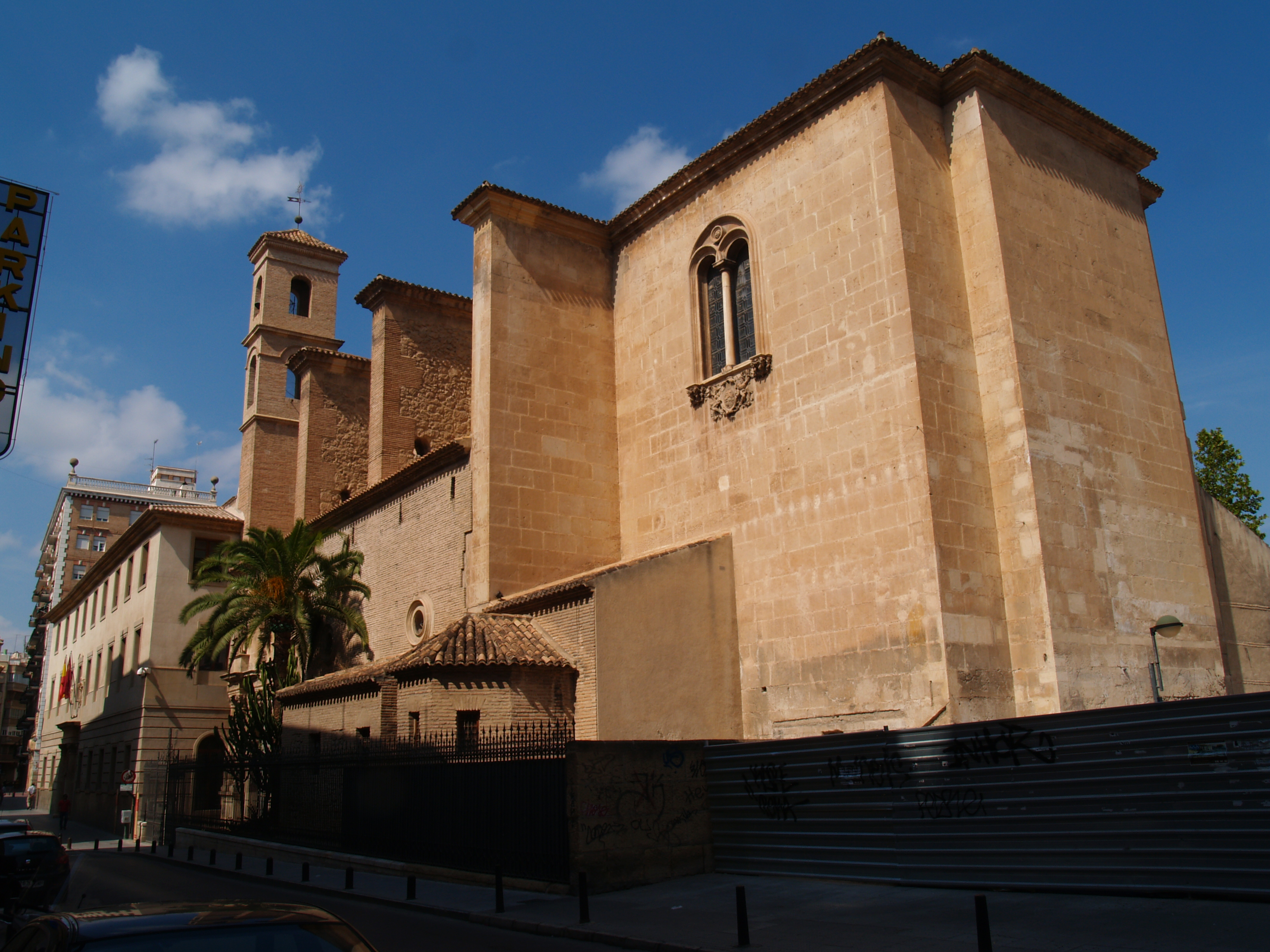
Església de San Esteban amb l'antic Col·legi de la Companyia -actual palau- al fons.

Les traces del Col·legi-Convent es van encarregar a Jerónimo Quijano i Juan Inglés, que en aquells anys del Segle xvi es trobaven treballant en les obres de la torre de la Catedral de Múrcia i de la capella de Junterón.
El convent compta amb dos claustres o patis. El primer que es va executar és d'estil renaixentista, amb elegants columnes toscanes de marbre seguint models andalusos, datant-se la seva terminació en 1557, mentre que el segon va ser executat posteriorment, per la qual cosa la seva ornamentació està més propera al barroc.
Quant al que respecta l'església, la seva portada; que és d'autor desconegut, respon a l'esquema freqüent d'«arc de triomf» sobre la qual es van instal·lar a la fi del Segle xvii les escultures de Sant Ignaci i Sant Francesc Xavier. Entre les columnes s'observen les figures de Sant Lluc i Santa Catalina. L'interior del temple, d'esveltes proporcions i gran monumentalitat, respon a un original model de voltes d'arcaica solució gòtica.
A l'interior de l'església es va disposar en 1572 el sepulcre del creador de la institució, el bisbe Esteban d'Almeyda, preciosa obra renaixentista de l'escultor italià Bartolomé de Lugano. En estar l'església habilitada actualment com a sala d'exposicions, el magnífic sepulcre es va retirar, sent impossible avui la seva contemplació. Tampoc es poden contemplar els retaules de les capelles laterals de l'església, que pertanyen estilísticament a la primera etapa del retaule murcià del segle Segle xviii, prolongació dels últims del xvii, que malgrat les composicions equilibrades causen un gran impacte visual per la seva abigarrada decoració.

## Jaciment arqueològic de San Esteban

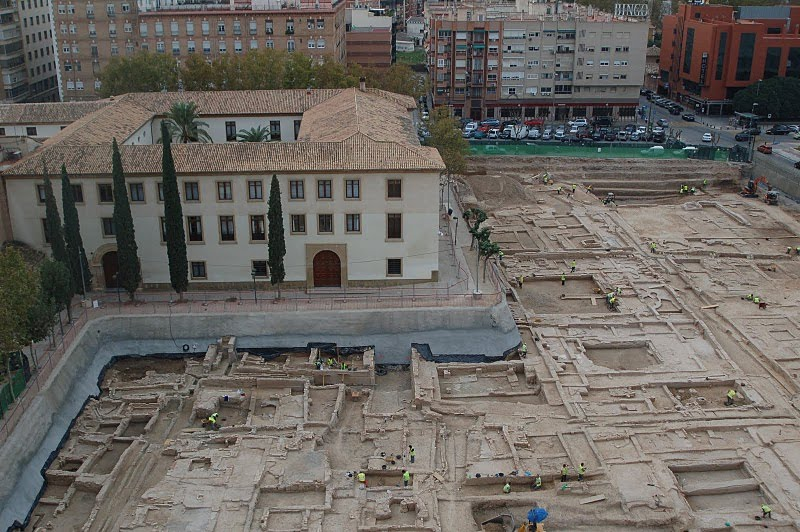
Vista del jaciment poc després de ser descobert, amb la zona nord del palau en la part superior esquerra de la imatge.

Recentment s'han trobat importants restes d'un barri àrab dels segles xii i xiii -el raval de l'Arrixaca- al costat del palau de San Esteban, concretament en el Jardí de San Esteban, on estava previst fer un pàrquing.
Molts arqueòlegs com José María Luzón van qualificar les restes oposades com a «història d'una època que no hi ha una ciutat que pugui mostrar-la en aquesta extensió en cap altre lloc».
Després de fortes protestes dels ciutadans i una ordre judicial, el president de la Regió de Múrcia, Ramón Luis Valcárcel, va declarar oficialment que no es va a construir el pàrquing. L'associació Huermur demana ara que es declari com Bé d'Interès Cultural (BIC) per protegir efectivament el Patrimoni Arqueològic de San Esteban. El Govern regional declara BIC el jaciment arqueològic de San Esteban en l'11 de gener de 2010. El catedràtic d'Història Medieval de la Universitat de Granada, Antonio Malpica, qui ha destacat «l'extraordinari valor històric i arqueològic» de les restes, ja que mostren la trama urbana de la Múrcia islàmica dels segles xii i xiii, ha explicat que els experts desaconsellen cobrir les restes amb geotextil i grava, a causa que el procés de conservació seria «molt més lent i costós».
El LIM -Laboratori d'Intervenció Metropolitana-, un espai de treball obert i col·laboratiu del Col·legi d'Arquitectes de Múrcia, dirigit per Yeyo Sánchez, duu a terme des de febrer de 2010 un taller de visualització de la importància del jaciment.

## Galeria

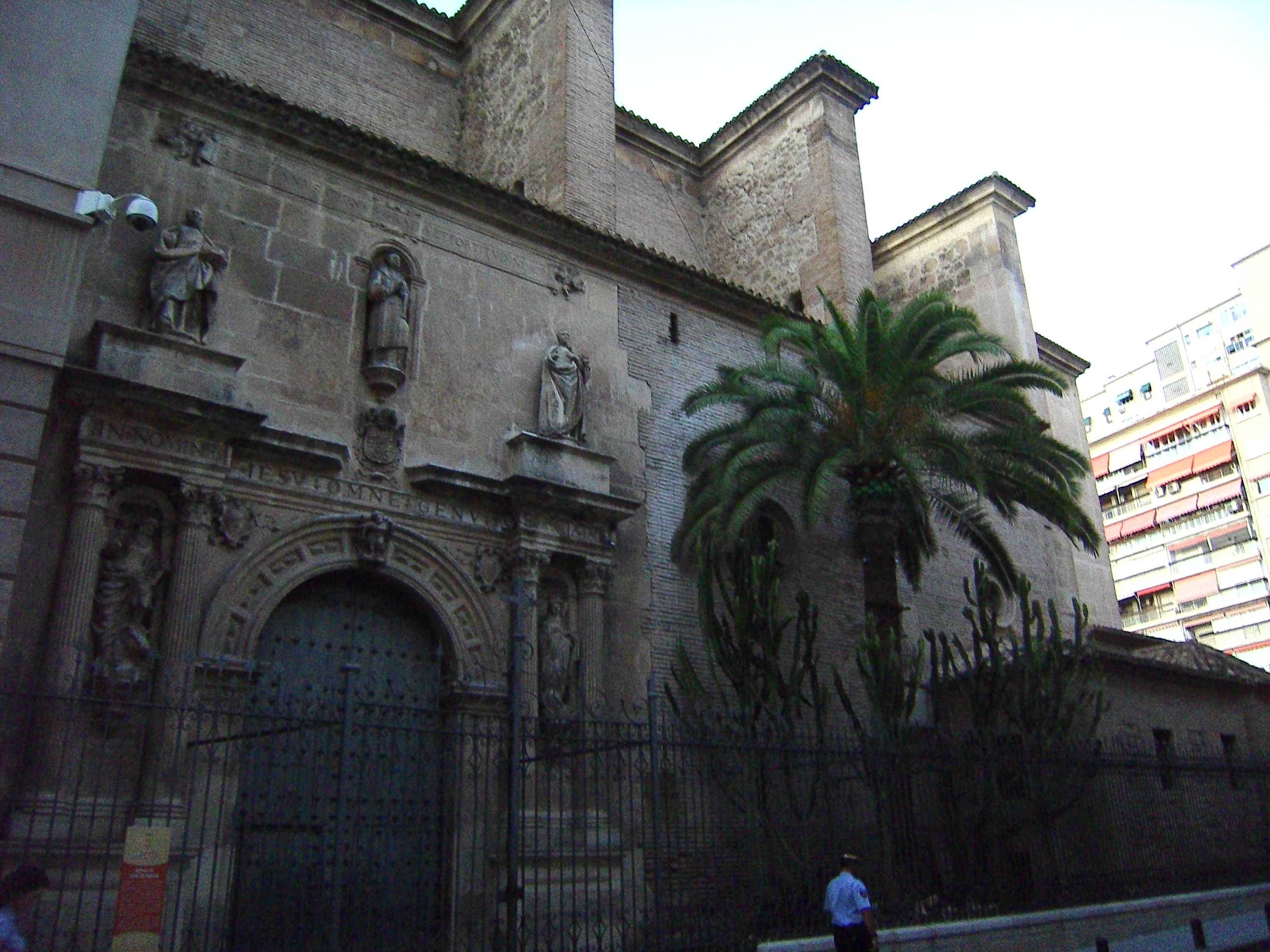
Portada de l'església de San Esteban
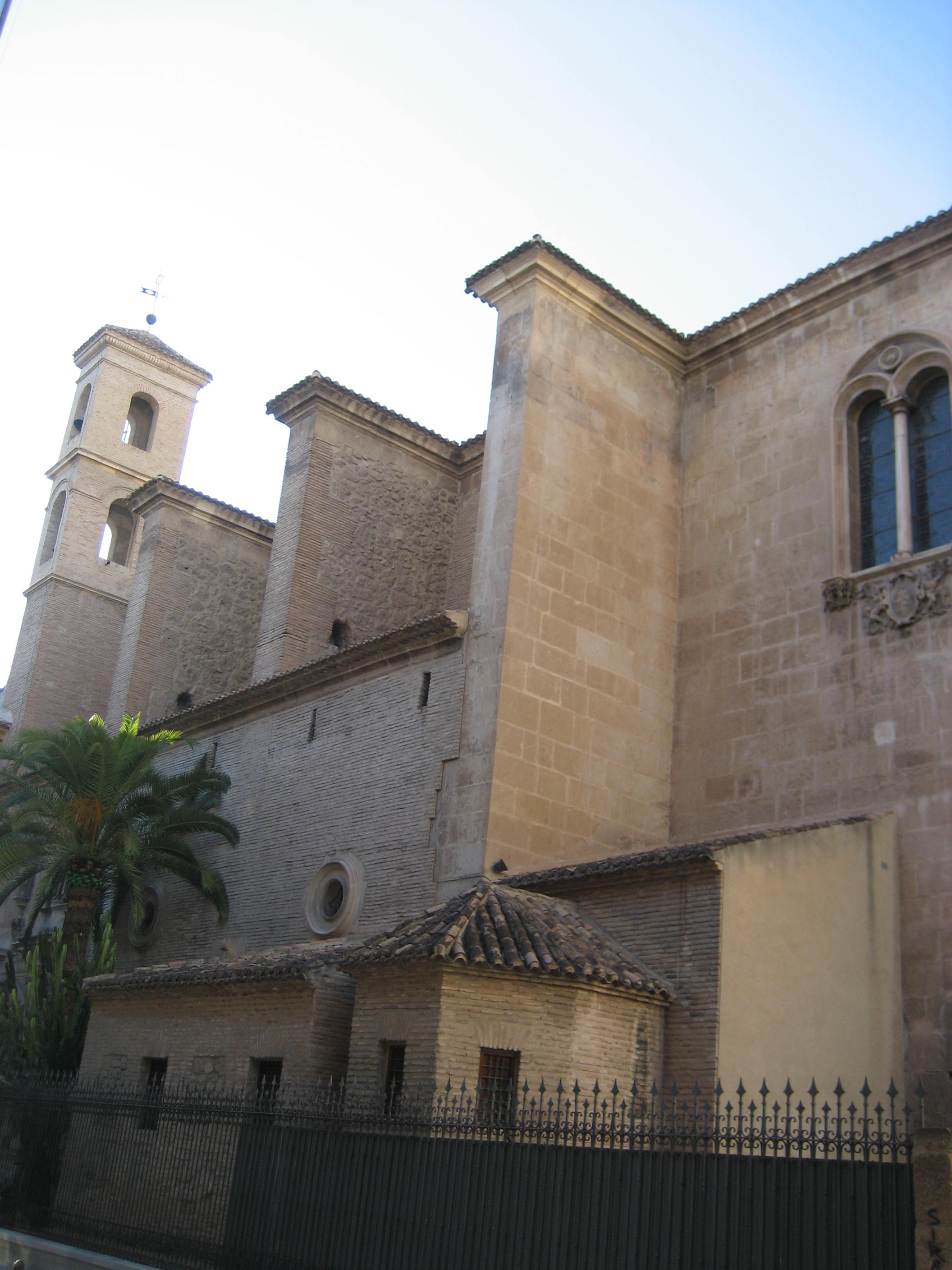
Imatge de conjunt de l'església de San Esteban
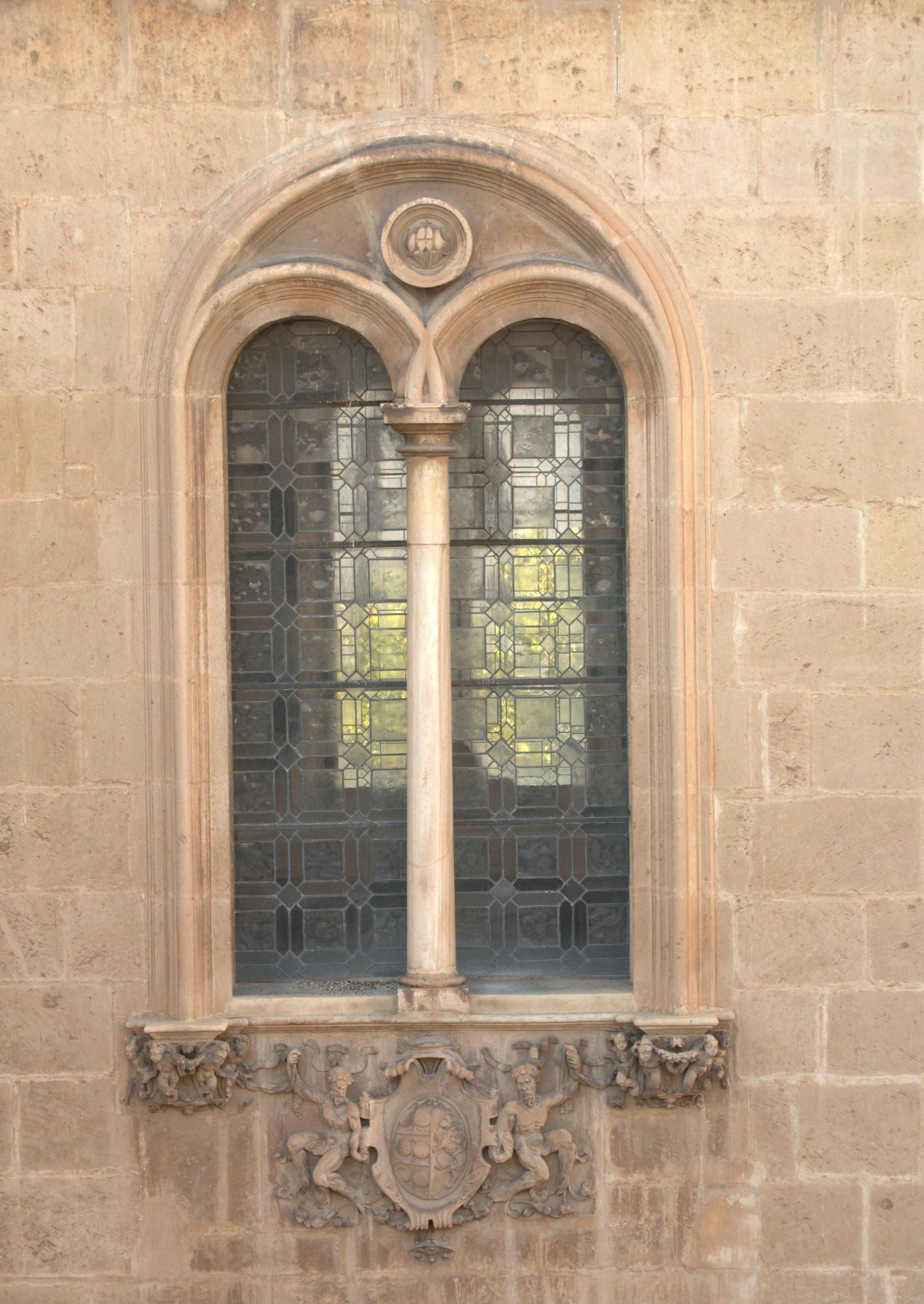
Finestra renaixentista de l'església de San Esteban
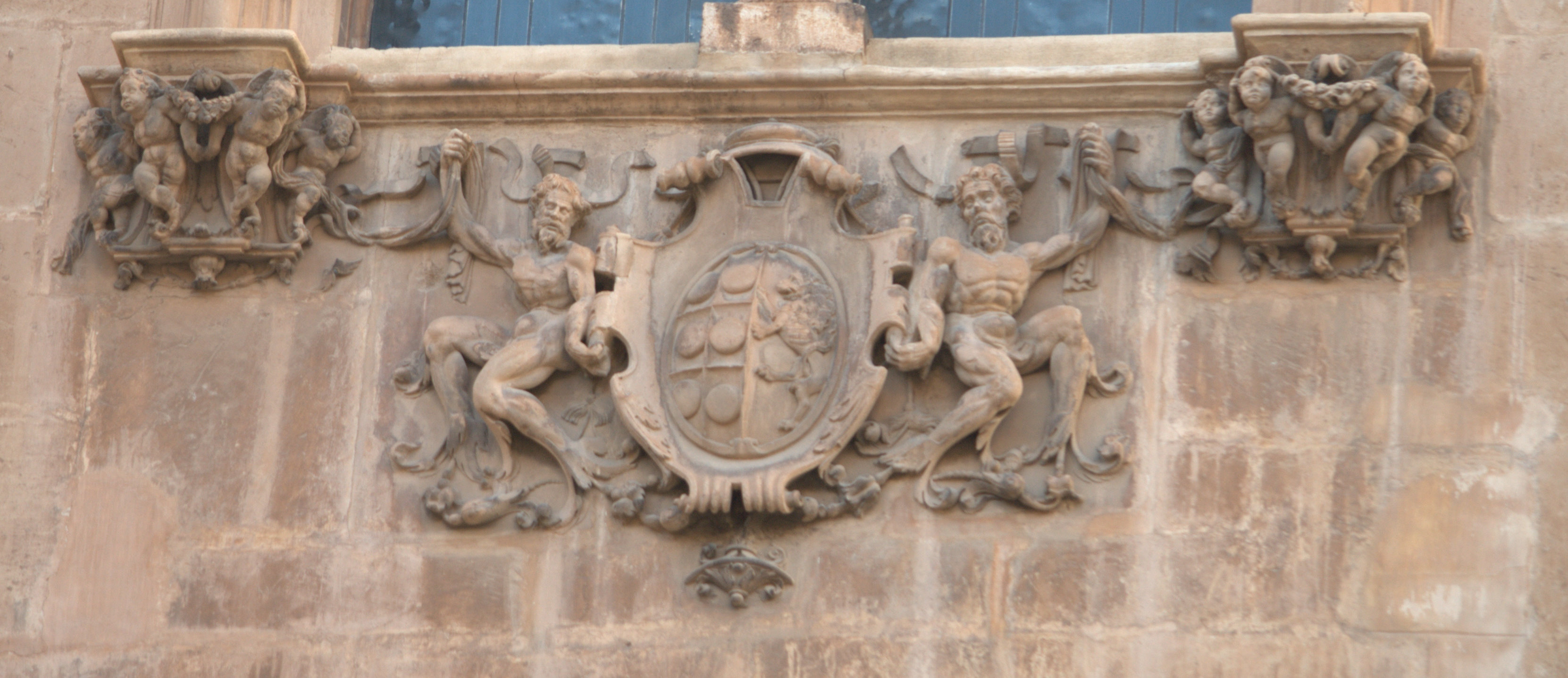
Detall del baix relleu de la finestra de l'església de San Esteban